# Tjernatitsa
Tjernatitsa (bulgariska: Чернатица) är en bergskedja i Bulgarien.   Den ligger i regionen Plovdiv, i den centrala delen av landet, 140 km sydost om huvudstaden Sofia.
I omgivningarna runt Tjernatitsa växer i huvudsak blandskog. Runt Tjernatitsa är det ganska glesbefolkat, med 22 invånare per kvadratkilometer.